# قطعنامه ۱۷۳۷ شورای امنیت
قطعنامه ۱۷۳۷ از قطعنامه‌های شورای امنیت است که با رأی هر ۱۵ عضو شورای امنیت سازمان ملل در ۲۳ دسامبر ۲۰۰۶ (۲ دی ۱۳۸۵) به تصویب رسید. در این قطعنامه برای وادار کردن جمهوری اسلامی ایران به توقف برنامه غنی‌سازی اورانیوم تحریم‌هایی ضد ایران وضع شد. پیش‌نویس این قطعنامه توسط فرانسه، آلمان و انگلیس به علت آن تهیه شد که ایران برنامه غنی‌سازی اورانیوم خود را بر طبق قطعنامه ۱۶۹۶ متوقف نکرد.